# Žluté tělísko

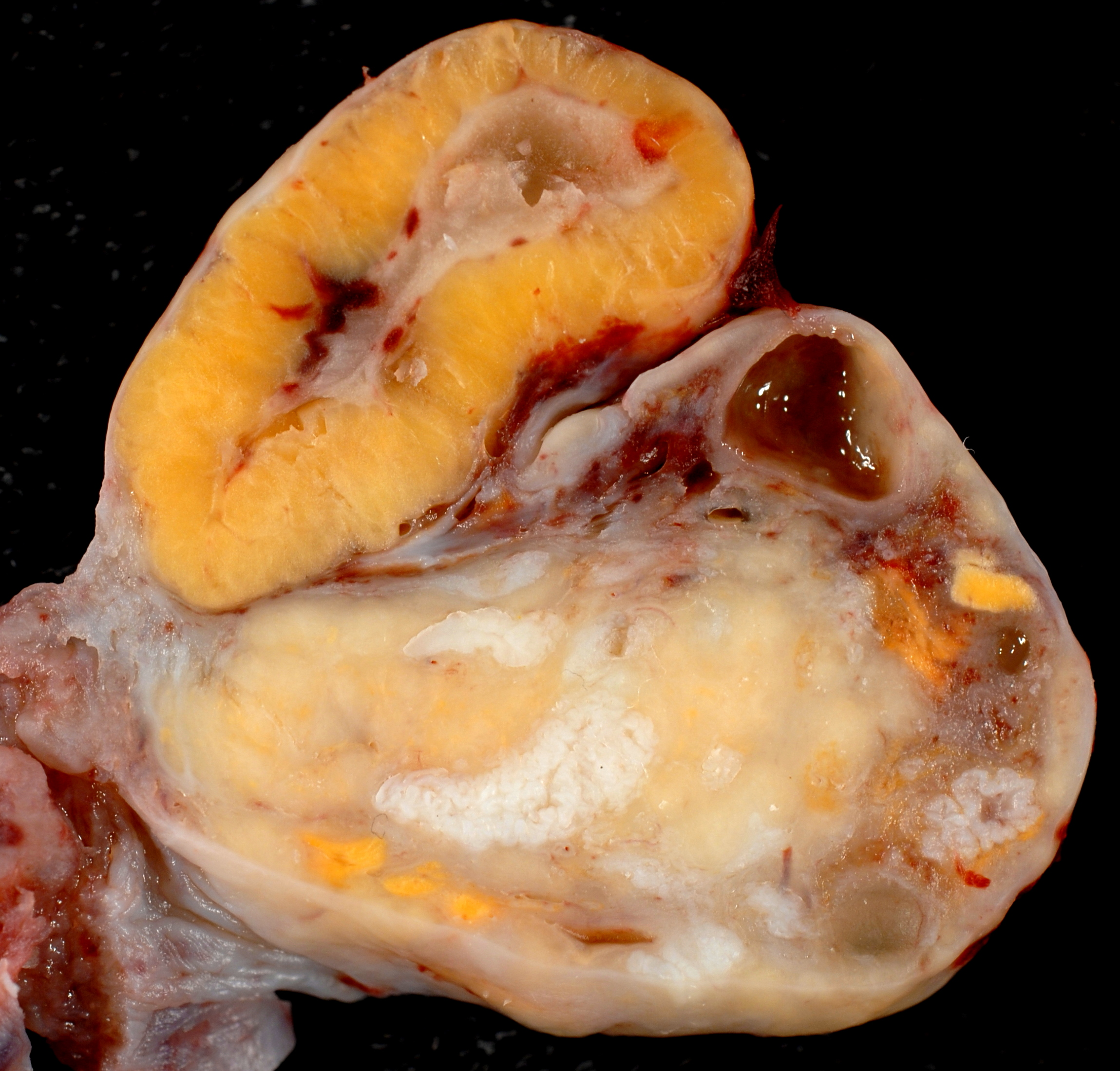
Žluté tělísko v ženském vaječníku

Žluté tělísko (corpus luteum) je dočasná žláza s vnitřním vylučováním nacházející se v kůře vaječníku. Buňky tohoto tělíska produkují v luteální fázi menstruačního cyklu steroidní hormony progesteron a estrogeny. U člověka dosahuje velikosti 2–6 cm v průměru. Jeho barva je dána vysokým obsahem luteinů, z nichž se vyrábí steroidy.
Žluté tělísko vzniká již u primitivních čelistnatců, ale nemá takovou funkci jako u člověka.

## Vznik
Vzniká z Graafova folikulu po ovulaci. Zvýšení hladiny luteinizačního hormonu v krvi způsobuje vznik žlutého tělíska. Dojde zejména ke zbytnění granulózních buněk kolem prasklého folikulu, na stavbě žlutého tělíska se však dále podílí i rozměrově menší buňky theca interna. Žluté tělísko je prorostlé vlásečnicemi.

## Další osud
Životnost žlutého tělíska činí pouze 10–14 dní, nedojde-li k oplození. Produkce progesteronu, který má inhibiční účinek na produkci luteinizačních hormonů, na nichž je životnost žlutého tělíska závislá, zapříčiňuje jeho apoptózu. Tomuto stavu říkáme corpus luteum menstruationis.
Po oplození je tělísko stimulováno choriovým gonadotropinem, produkovaným trofoblastem embrya a později placentou. Žluté tělísko se tak udržuje po dobu 6 měsíců a poté postupně zaniká. Progesteron je však vylučován do konce těhotenství ze stádia tělíska známého jako corpus luteum graviditalis. Rovněž je produkován relaxin, polypeptidový hormon usnadňující porod.
V obou případech žluté tělísko zaniká apoptózou a zbytky jsou pohlceny makrofágy. Odumřelé tělísko se mění na jizvu z hustého kolagenního vaziva – corpus albicans. Nefunkčnost žlutého tělíska vede ke vzniku dalších ovulačních folikulů.